# Геруни, Парис Мисакович
Пари́с Миса́кович Геруни́ (арм. Պարիս Միսակի Հերունի) — советский учёный, радиофизик, радиотехник и радиоастроном. Академик Национальной академии наук Республики Армения (1996, член-корреспондент с 1982), доктор технических наук, профессор, заведующий кафедрой антенн Ереванского политехнического института.
Создал уникальный радиооптический телескоп — «зеркальный радиотелескоп Геруни» — сложнейший по своей конструкции телескоп, который также являлся одним из самых мощных радиотелескопов. Его научные открытия и теории включают его теорию и расчеты по методу больших двойных зеркальных антенн с неподвижным сферическим главным зеркалом, теорию и уравнения дифракции электромагнитного поля на щелях (апертурах) разных конфигураций, радиоголографию — метод определения полей в пространстве по измерениям комплексного поля вблизи излучающих или рассеивающих объектов, метод близких и дальних измерений параметров антенн и рассеивающих объектов, теорию дифракции поля на краях антенны при освещении части главной апертуры и основание научного направления антенной метрологии.

### Трудовая деятельность
- 1951—1957 гг. Радиотехнический факультет Московского Энергетического Института (МЭИ).
- 1957—1960 гг. Радиоинженер, научный сотрудник, начальник Радиофизического конструкторского бюро Бюраканский Астрофизической Обсерватории, Армения.
- 1960—1968 гг. Заместитель директора по науке и зав. СВЧ отделом Института радиофизики и электроники АН Арм. ССР, г. Аштарак
- 1968—1971 гг. Директор Армянского отдела Радиофизических измерений (АОРИ), Ереван, Всесоюзного НИИ физико-технических и радиотехнических измерений (ВНИИФТРИ, Москва).
- 1971—2008 гг. Директор, с 1983 г. — Генеральный директор Всесоюзного НИИ Радиофических Измерений (ВНИИРИ) в Ереване (с 2000 г. — НИИ Радиофизики — НИИР)
- 1983—2008 гг. Заведующий базовой кафедрой НИИР «Антенные системы» в Государственном инженерном университете Армении, Ереван.

### Ученые степени и звания
- 1965 — Кандидат технических наук (Радиотехника, защитил в Москве).
- 1968 — Доцент, Ереванский политехнический институт.
- 1972 — Доктор технических наук (Радиофизика, защитил в Москве).
- 1982 — Член-корреспондент Академии наук Армении, Ереван.
- 1983 — Профессор (Радиофизика, ВНИИРИ).
- 1996 — Академик Национальной Академии наук Армении, Ереван.
- 1999 — Академик Инженерной Академии Армении, Ереван.
- 2001 — Академик Международной Академии наук экологии и безопасности жизнедеятельности (IAELPS-МАНЭБ), С.-Петербург.
- 2001 — Академик Технологической Академии Армении, Ереван.

### Почетные звания
- 1985 — Почетный житель села Тегер, Армения.
- 1998 — Почетный член Союза художников Армении, Ереван.
- 2003 — Заслуженный деятель науки, МАНЭБ, С.Петербург.

### Научно-общественная деятельность
- 1965—2008 гг. Член Научного Совета АН России по проблеме «Радиоастрономия». С 1997 г. — член бюро этого Совета, Москва, С.Петербург.
- 1965—1992 гг. Член ряда Научных Советов АН СССР и Межведомственных координационных советов (по Голографии, Антеннам, Метрологии и др. проблемам), Москва.
- 1979—2008 гг. Председатель Специализированного научного совета в НИИР по присуждению ученых степеней кандидата и доктора наук, Ереван.
- 1980—2008 гг. Член редколлегии научного «Измерительная техника», Москва.
- 1985—1992 гг. Председатель совета по радиоэлектронике АН Армении, Ереван.
- 1985—2008 гг. Член Российского астрономического общества, Москва.
- 1990—1996 гг. Член Международного Научного Радио Союза (URSI), Великобритания, в два срока։ как представитель СССР (1990-93) и затем — России (1993-96).
- 1998—2008 гг. Член Международного Института инженеров по электронике (IEEE), США.
- 2000—2008 гг. Член группы «People-to-people Ambassador» (США), состоящей из 30 крупнейших ученых мира, Почетным президентом которой является Президент США.
- 2001—2008 гг. Член редколлегии журнала «Вестник МАНЭБ», С.Петербург.
- 2002—2008 гг. Член научно — консультационного совета журнала «Айкакан Банак», Ереван.

### Научно-педагогическая деятельность
- 1960—1963 гг. Лекционный курс по Радиофизике (впервые в Армении) в Ереванском Государственном Университете.
- 1963—1990 гг. Лекционный курс по Антенным системам (впервые в Армении) в Ереванском Политехническом институте.
- 1970—2008 гг. Подготовил 24 кандидата наук и 5 докторов наук, Ереван.
- 1983—2008 гг. Руководитель Аспирантуры ВНИИРИ-НИИР, Ереван.

### Научно-организационная деятельность
- 1958—1960 гг. Радиофизическое ОКБ в Бюраканской Астрофизической обсерватории.
- 1960—1968 гг. Институт радиофизики и электроники АН Армении в г. Аштарак.
- 1968—1971 гг. Армянский отдел радиофизических измерений в г. Ереване, Всесоюзного НИИ физ.-техн. и радиотехн. измерений (Москва).
- 1971—2008 гг. Всесоюзный НИИ радиофизических измерений (ВНИИРИ) в Ереване, который с 2000 г. называется НИИ Радиофизики (НИИР).
- 1972—2008 гг. Опытно-экспериментальный завод НИИР «Волна» в Ереване.
- 1975—2008 гг. Государственный эталонный центр по антеннам при ВНИИРИ, ныне — Арагацский научный центр НИИР, гора Арагац, у сел Оргов и Тегер, на высоте 1720 м над уровнем моря, Армения.
- 1978—1990 гг. Периодические (раз в 3 года) Всесоюзные конференции по Антенным измерениям в НИИР (ВКАИ- 1,2,3,4,5), Ереван.
- 1979—2008 гг. Специализированный научный совет в НИИР по присуждению ученых степеней доктора и кандидата наук, Ереван.
- 1983—2008 гг. Аспирантуру НИИР, Ереван.
- 1983—2008 гг. Базовую кафедру НИИР «Антенные системы» в Гос. инженерном университете Армении, Ереван.

### Награды
- 1970 г. Медаль «За доблестный труд», Москва.
- 1980 г. Золотая медаль ВДНХ СССР, Москва.
- 1983 г. Орден трудового Красного Знамени, Москва.
- 1984 г. Серебряная Медаль Католикоса Всех Армян Вазгена Первого, Св. Эчмиадзин.
- 1985 г. Государственная Премия Армении (в области науки), Ереван.
- 1986 г. Государственная Премия СССР (в области радиолокации), Москва.
- 1988 г. Медаль «Ветеран труда», Москва.
- 1991 г. Международная Премия IEE — URSI за работу «Первый Радио-Оптический Телескоп», Великобритания.
- 1997 г. Бронзовая Медаль МИД Франции, Посольство Франции, Ереван.
- 2002 г. Золотая медаль им. Ломоносова, МАНЭБ, С.-Петербург.
- 2003 г. Золотая медаль Национальной Академии наук Армении.
- 2003 г. Золотая медаль Государственного Инженерного университета Армении.
- 2003 г. Золотая медаль Министерства образования и науки Армении.
- 2003 г. Золотая медаль Национального Совета Профсоюзов Армении.
- 2003 г. Орден «Звезда ученого», МАНЭБ, С.-Петербург.
- 2006 г. Золотая медаль Конфедерации Профсоюзов Армении.

### Экспериментальные работы
Спроектировал, построил, наладил и использовал первый в мире радиооптический телескоп (РОТ-54/2,6) — «Зеркальный радиотелескоп Геруни» (название патента). Большая антенна телескопа является неподвижным сферическим зеркалом диаметром в 54 м, имела наилучшие параметры среди всех больших антенн мира (1960—1988).

## Некоторые публикации
- Вопросы расчета сферических двухзеркальных антенн — Радиотехника и электроника, т.19, N1, с. 3—12., Москва, 1964.
- Пятиметровая сферическая антенна миллиметрового диапазона — Сб. «Антенны», вып. 4, с. 3—15, «Связь», Москва, 1968.
- Зеркальный радиотелескоп Геруни. АС N 1377941 от 01.11.87 (приоритет от 02.01.86).
- The First Radio-Optical Telescope. Trans. of the Sixth International Conference on Antennas and Propagation ICAP-89, pp. 540–546, IEEE-URSI, UK, 1989.

## Галерея

Реконструкции, созданные академиком Парисом Геруни
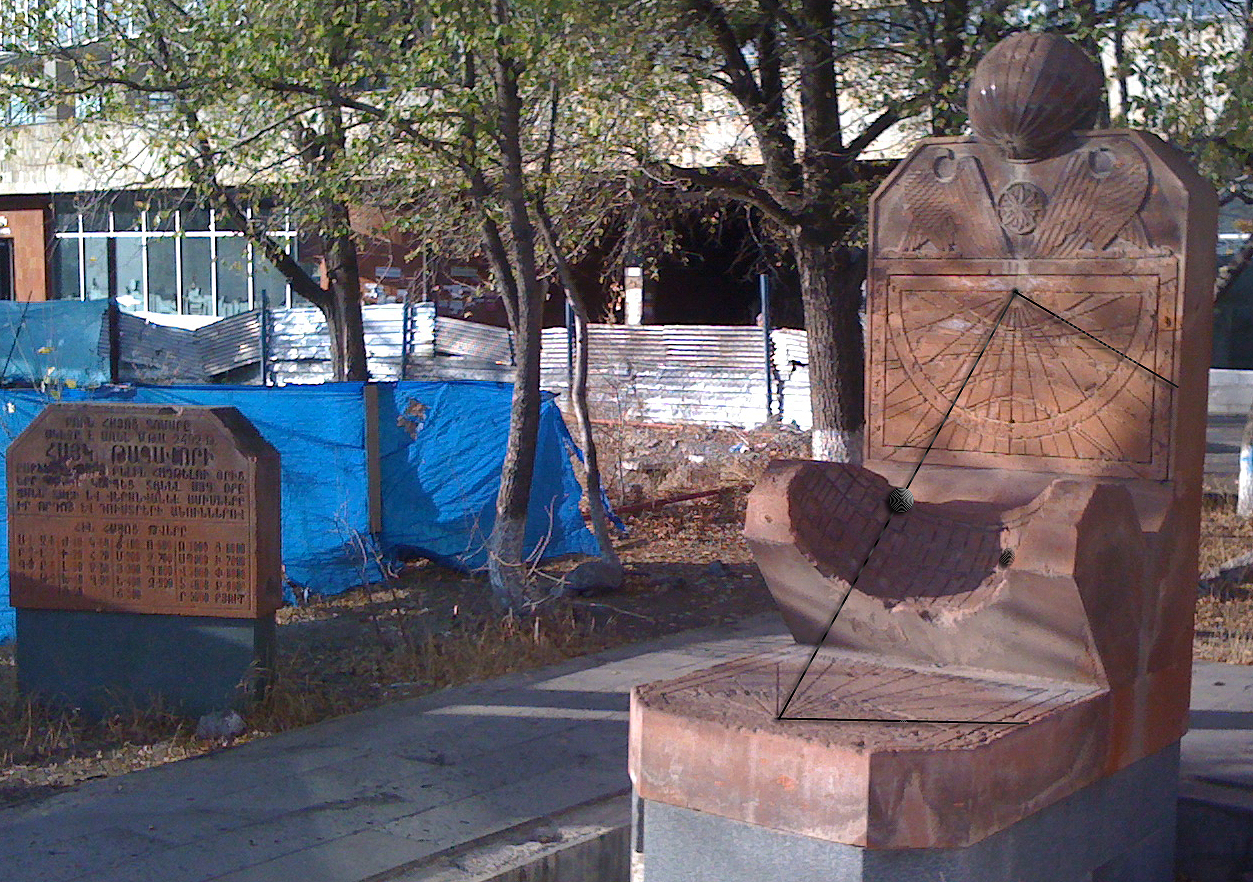
Древние армянские солнечные, лунные и звездные часы.
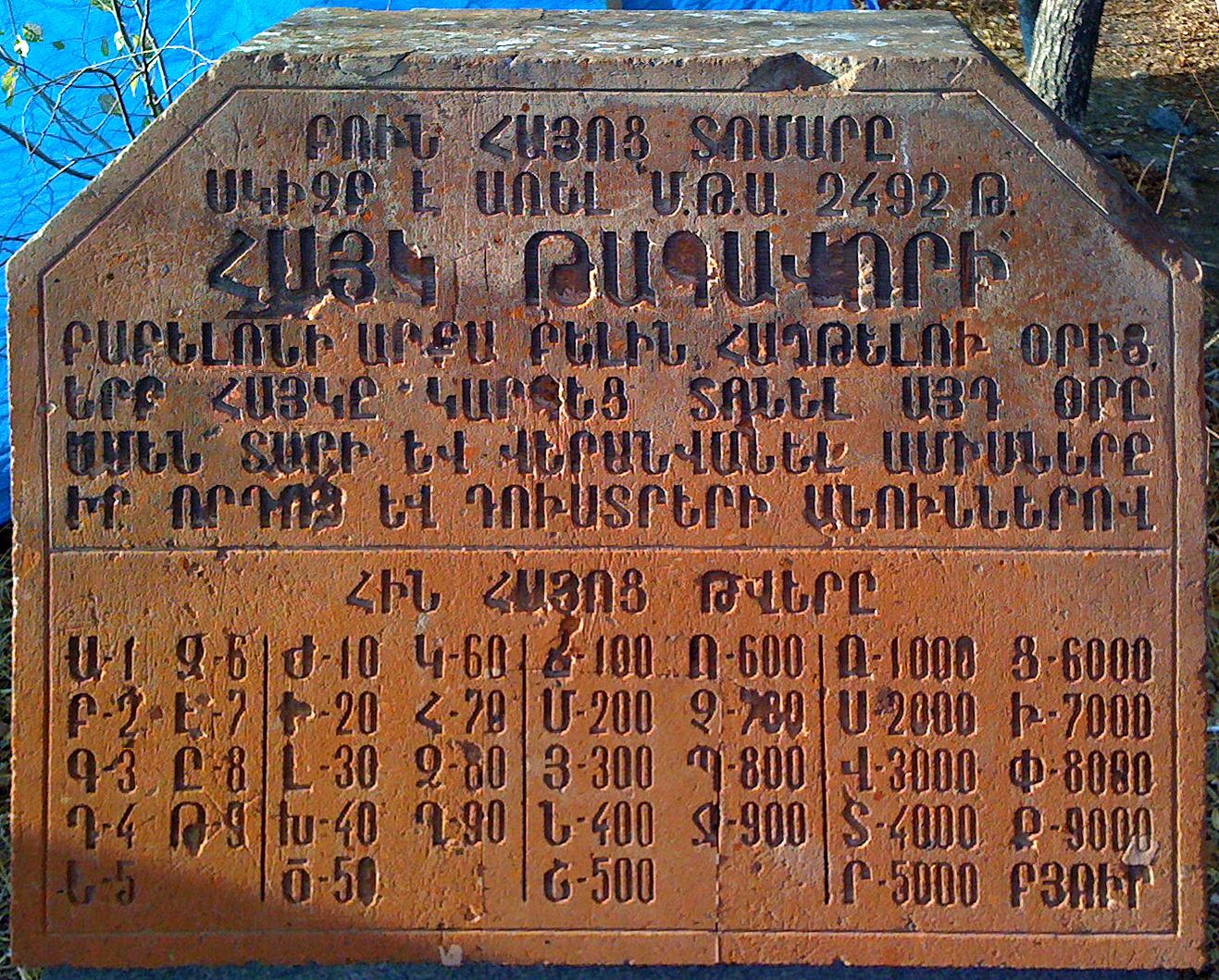
Древний армянский календарь томар[арм.] (арм. Տոմար).